# Nomada bella
Nomada bella är en biart som beskrevs av Cresson 1863. Nomada bella ingår i släktet gökbin, och familjen långtungebin.

## Underarter
Arten delas in i följande underarter:
- N. b. bella
- N. b. callura